# Історія Бахрейну
Острів, на якому розташований Бахрейн, ще 5 тисяч років тому був одним з центрів стародавньої шумерської цивілізації. Тривалий час острів відігравав роль центру, у якому сходилися торгові шляхи з Месопотамії та долини річки Інд, про що повідомляють численні історичні та літературні свідчення. Територія сучасного Бахрейну входила у склад Ассирії, Вавилону, з часів Александра Македонського була відома під грецькою назвою Тілос. До прийняття ісламу у VII ст. н. е. управління здійснювалося намісниками, що представляли перську державу, та місцевими племенами. З давніх часів Бахрейн також відомий перлами, що вважаються одним з символів цієї держави.

## Античність
В III тисячолітті до н. е. Бахрейн вважався процвітаючою розвинутою цивілізацією та був відомий як центр Дільмуну, однієї з могутніх торгових імперій стародавнього світу, що відома приблизно з 3200 р. до н. е. та проіснувала близько двох тисяч років завдяки своєму стратегічному положенню на перехресті торгових шляхів. З 2200 до 1600 рр. до н. е. Ділмун панував на більшій частині Перської затоки. Спад Ділмуну припав на 1600—1000 рр. до н. е., а близько 600 р. до н. е. він був повністю поглинений Вавилоном.
У 2 ст. до н. е. Бахрейн перетворився у самостійну арабську державу з центром на острові Аваль, який до 1 ст. до н. е. став не лише адміністративним, але й великим торгово-транзитним центром. У 4—6 ст. Бахрейн був під владою Сасанідського Ірану.

## Середньовіччя

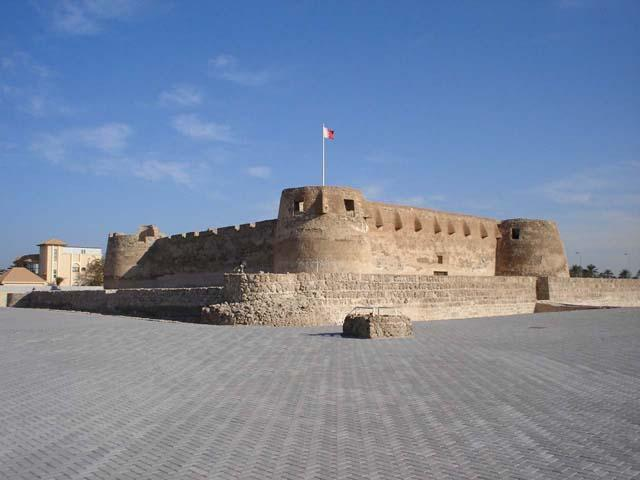
Форт Арад у Бахрейні (XV ст.)

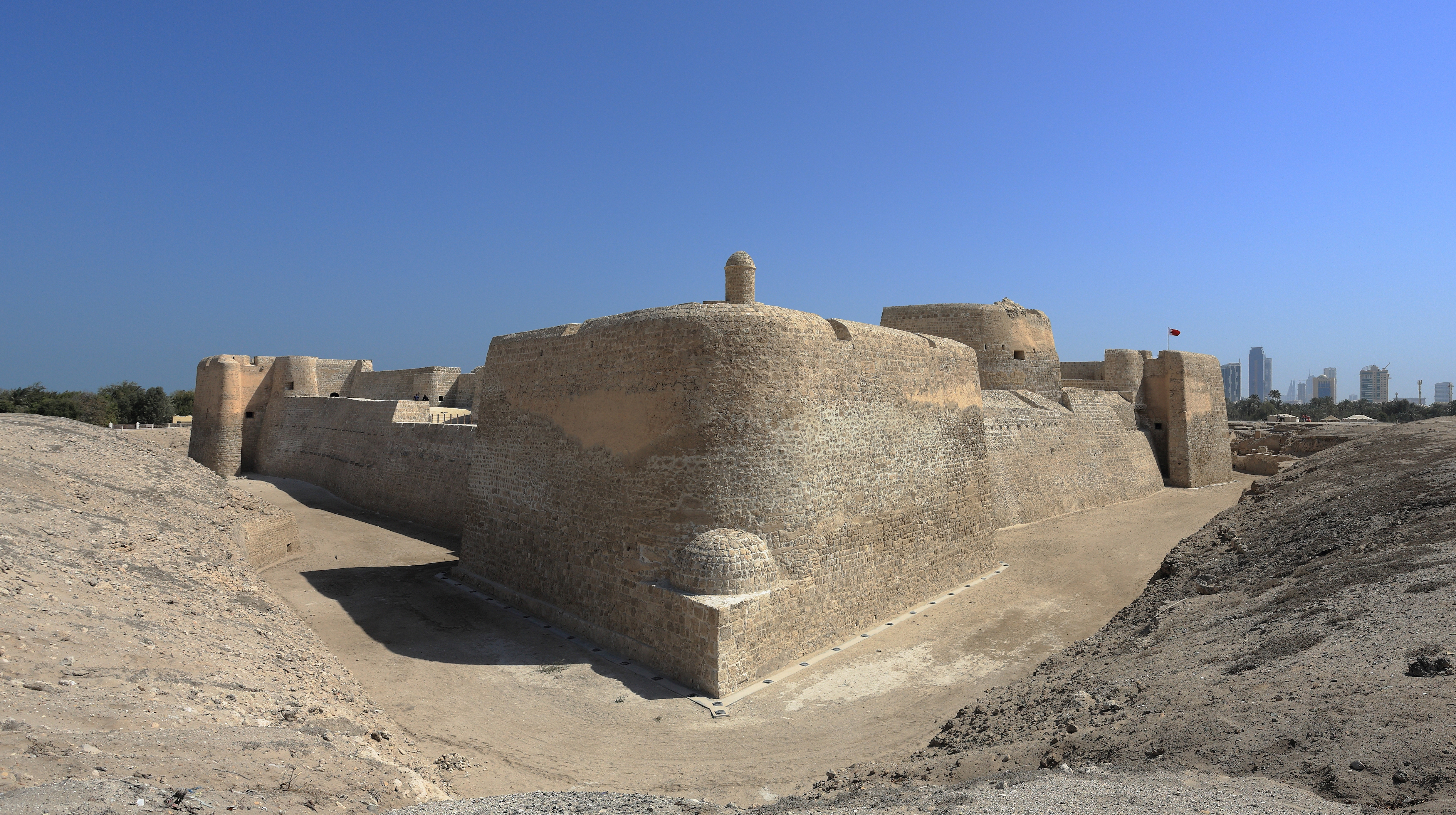
Форт Бахрейн або Португальський форт

З 894 р. Бахрейн — центр незалежної карматської держави, що охопила майже всю Східну Аравію. У 1082 р. після розгрому військами багдадського халіфа Каїма карматського ополчення Бахрейн ввійшов в склад однієї із провінцій Аббасидського халіфату. У 1320 р. був включений в склад незалежної ормузької арабської держави, але тут зберігалася власна династія — Джарванідів. У ті часи завдяки видобутку перлин та вигідному положенню між Месопотамією та Індїєю Бахрейн переживає економічний підйом. 1417 року Джарванідів було повалено Саїфом ібн замілем, що заснував власну династію — Джабридів.
У 1487 р. племена з Оману завоювали острови Бахрейн та Мухаррак, на якому побудували фортецю Арад. У 1541 році на острів вторглися португальці, які раніше підкорили Ормуз та Оман і зайняли захоплений форт Бахрейн. Нині він відомий як Португальський Форт. У 1559 році португальці успішно витримали облогу форту військами Османської імперії на чолі з губернатором еялету Лахса Мустафа-пашею. Португалія зберігала контроль над островом до 1602 року, коли шаху Ірану Аббасу I (1588—1628) вдалося витіснити португальців. З того часу острів переходив з рук в руки від персів до арабів.
На початку XVIII ст. з Неджда (Аравійський півострів) на узбережжя Перської затоки переселилося плем'я утейба, яким керували такі великі роди, як Аль Халіфа, Аль Сабах, Аль Джалахіма. Один з підрозділів племені утейба, що було раніше під керівництвом роду Аль Халіфа на чолі з шейхом Ахмедом бін Мохаммедом Аль-Халіфом, перекочувало на півострів Катар та оселилося у селищі Зубара, на північно-східному узбережжі бухти Бахрейну.

## Новий час
У сер. 1770-х рр., уже будучи правителем Зубари, представник роду Аль Халіфа шейх Мухаммед (1767—80) добився від іранського правителя Керім-хана оренди сусіднього з Катаром Бахрейнського архіпелагу терміном до 1782. Так представники роду Аль Халіфа вперше з'явилися на Бахрейні. Його рід до цього часу править Бахрейном[коли?]. У 1783 р. вони вигнали персів, проте через три роки були витіснені та повернулися лише у 1820 р.
Незабаром був підписаний договір з Великою Британією, згідно з яким уряд Бахрейну віддав контроль над іноземними справами Великій Британії в обмін на військовий захист. Колонізація продовжувалася до 1871 року, доки над островом не був офіційно встановлено британський протекторат. Майже все XIX століття англійцям вдавалося зберігати контроль над регіоном Перської затоки та торговими шляхами в Індію.

## XX століття
Саме в Бахрейні у 1932 р. була виявлена перша нафта в комерційних об'ємах з арабської сторони Перської затоки, і згодом почався її експорт. Її відкрили саме тоді, коли зруйнувався світовий ринок перлів, а торгівля перлами була головним джерелом доходу Бахрейну.
Наприкінці 1920-х рр. почалося активне проникнення на архіпелаг американських нафтових монополій. Так, у 1929 на Бахрейні була заснована американська нафтовидобувна компанія «Бахрейн Петролеум Компані оф Каліфорнія» (БАПКО). У 1932 на архіпелазі забив перший нафтовий фонтан, а вже у наступному році почався промисловий видобуток нафти. У 1935 р. в Бахрейні з'явилася перша британська військова база.
15 серпня 1971 року проголошено незалежну державу Бахрейн. Іран та Ірак намагалися анексувати територію острова як свої давні землі. Щоб протистояти спробам анексії, у 1981 році Кувейт, Оман, ОАЕ, Катар та Саудівська Аравія утворили Раду співробітництва арабських держав перської затоки. Бахрейн перебуває у Лізі арабських держав. Він надавав економічну допомогу країнам, що воювали з Ізраїлем у 1967 році.
Після підписання єгипетсько-ізраїльського договору у 1979 році Бахрейн розірвав дипломатичні зв'язки з Єгиптом та відновив їх лише після вбивства Анвара Садата у 1981 році.

## Сьогодення
У відношеннях з Катаром по цей час[коли?] виникають непорозуміння з приводу острова Хавар, претензії на який має Катар. Бахрейн розміщує на своїй території військові бази США. У відповідь ті постачають Бахрейну зброю.
Сучасний правитель Бахрейну шейх Хамад бен Іса Аль Халіфа прийшов до влади 6 березня 1999 після смерті свого батька шейха Іси бен Сальмана Аль Халіфа (1961—99). 14 лютого 2002 емір підписав закон про поправки до чинної Конституції. Відповідно до підписаного закону емірат був перетворений у конституційне королівство, а сам емір Бахрейну проголошувався королем.
У сучасному арабському світі не менш важливу роль відіграє спадщина общинно-племінного строю: для багатьох арабів племінна приналежність є важливим фактором самоідентифікації та, поряд з приналежністю до того чи іншого відгалуження ісламу, часто визначає їхнє становище у суспільстві. Королівська сім'я Бахрейну дотримується сунітського відгалуження ісламу та належить до впливового племені аніза, що наприкінці XVIII ст. переселилося на територію сучасного Кувейту з пустелі Неджд, що розташована в центрі Саудівської Аравії. Члени сім'ї також споріднені з племенем утуб. Представники цих племен населяють більшість арабських держав Перської затоки. Факт спорідненості панівних сімей цих країн через племінну приналежність є важливим та веде їх до економічного та культурного зближення.